# Herman Wiersema
Herman Wiersema (Bedum, 1 mei 1978) is een Nederlandse bestuurder en politicus en expert op het gebied van crisismanagement, veiligheid en overheidscommunicatie. HIj is lid van de PvdA. Sinds 27 mei 2025 is hij waarnemend burgemeester van de gemeente Opmeer.

## Biografie
Wiersema studeerde journalistiek aan de School voor de Journalistiek aan Windesheim in Zwolle. In 2018 voltooide hij zijn Master of Business Administration. 
Zijn loopbaan begon in de journalistiek. Vervolgens werkte hij van 2003 tot 2006 als medewerker van Tweede Kamerlid Co Verdaas en als zelfstandig communicatieadviseur en debatleider. Na zijn afstuderen werd hij bestuursadviseur communicatie en woordvoerder van de gemeente Zwolle. Daarna bekleedde hij diverse functies bij de gemeente Amersfoort, waaronder senior bestuursadviseur communicatie en woordvoerder van burgemeesters Albertine van Vliet en Lucas Bolsius, teamleider en manager van programma’s en projecten. In deze periode was hij ook strategisch adviseur crisiscommunicatie voor de Veiligheidsregio Utrecht, waar hij betrokken was bij tal van ingrijpende gebeurtenissen in de regio.
In september 2019 maakte hij de overstap naar de  Nationaal Coördinator Terrorismebestrijding en Veiligheid (NCTV) en het Nationaal Crisiscentrum. Vanaf maart 2020 werd hij verantwoordelijk voor de coördinatie van de rijksbrede risico- en crisiscommunicatie. Op 27 mei 2025 werd hij benoemd als waarnemend burgemeester.
Naast zijn hoofdfuncties bekleedde hij ook diverse bestuursfuncties binnen de PvdA, waaronder het voorzitterschap van de afdeling Amsterdam (2014-2018) en van de commissie ethiek en integriteit (2022-2025).